# Niccolò da Osimo

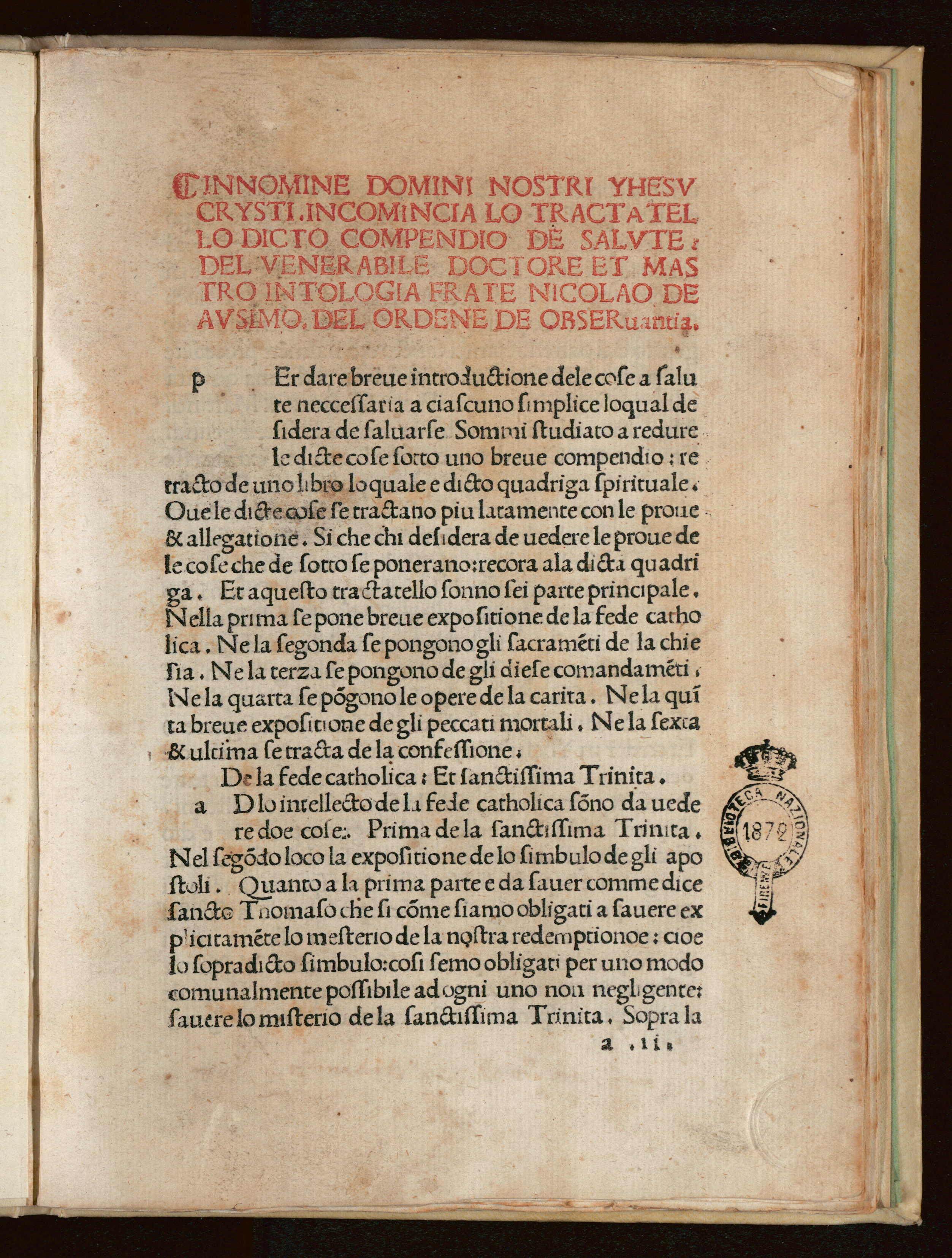
Compendio de salute

Niccolò da Osimo, né vers 1375 à Osimo et mort en 1453 à Rome, est un franciscain, théologien et écrivain italien, nommé custode de Terre sainte en 1438.

## Œuvres
- (it) Quadriga spirituale, Bologna, Baldassarre Azzoguidi, 1475 (lire en ligne)
- (it) Compendio de salute, Tuscolano, Gabriele di Pietro, 1479 (lire en ligne)
- (la) Supplementum Summae Pisanellae, Venezia, Leonhard Wild, 1479 (lire en ligne)
- (it) Giardino de oratione, Venezia, Bernardino Benali, 1494 (lire en ligne)